# Falsk rot
En falsk rot är en rot som uppkommer vid ekvationslösning, men som vid närmare granskning inte är en lösning till den ursprungliga ekvationen. Om ursprungsproblemet är att finna lösningar till en ekvation M, och denna ekvation under lösningen genomgår en förändring (vanligen en kvadrering eller motsvarande) som resulterar i en ekvation N, och någon av lösningarna för ekvationen N inte satisfierar ekvationen M, så sägs den lösningen vara en falsk sådan. 
Vid ekvationslösning utförs ofta operationer på likheten för att modifiera ekvationen till en enklare. Dessa modifieringar måste ske ekvivalent med ursprungsekvationen för att vi säkert ska veta att rötterna överensstämmer. När (kvadrat)rotekvationer löses händer det ofta att leden kvadreras, vilket innebär att ekvivalensen kan förloras och rötter som inte löser ekvationen kan uppkomma. Detta beror på att när ett uttryck kvadreras ges samma resultat oberoende av tecknet framför uttrycken i ekvationen.

## Kvadrering
En falsk rot kan uppstå genom att en ekvation kvadreras just eftersom vetskapen om uttryckens tecken försvinner då. Om vi till exempel har likheten {\displaystyle x=2}  och sedan kvadrerar denna ges {\displaystyle x^{2}=4} som har två lösningar, nämligen {\displaystyle x=2} och {\displaystyle x=-2}. Eftersom ekvationen {\displaystyle x=2} endast satisfieras av just att {\displaystyle x} är {\displaystyle 2}, innebär det att roten {\displaystyle x=-2} inte uppfyller originalekvationen och är således en falsk rot. 
Kvadrering av leden vid ekvationslösning är en operation som behövs för att lösa vissa typer av ekvationer. Exempel på detta är vanligen rotekvationer. Betrakta följande ekvation som vi söker reella rötter till.
{\displaystyle {\sqrt {2x}}={\sqrt {x^{2}-3}}}
Genom att kvadrera båda sidor här ges ekvationen
{\displaystyle 2x=x^{2}-3}
som sedan kan omformuleras till 
{\displaystyle x^{2}-2x-3=0\,}
med lösningarna/rötterna
{\displaystyle x=-1} och {\displaystyle x=3}.
I ursprungsekvationen ser vi att det måste gälla att  {\displaystyle 2x\geq 0} och  {\displaystyle x^{2}-3\geq 0}, eftersom vi söker reella rötter och kvadratroten ur ett negativt tal är inte reellt. Den första olikheten gäller precis då {\displaystyle x\geq 0} och den andra precis då {\displaystyle x\geq {\sqrt {3}}} eller {\displaystyle x\leq -{\sqrt {3}}}. För att båda olikheterna ska gälla måste det alltså gälla att {\displaystyle x\geq {\sqrt {3}}}. Eftersom {\displaystyle -1<{\sqrt {3}}}, är roten {\displaystyle x=-1} falsk, och följaktligen är {\displaystyle x=3} ekvationens enda rot. 
Ett annat exempel är ekvationen 
{\displaystyle 1-x={\sqrt {2x-3}}}
där kvadrering medför följande 
{\displaystyle (1-x)^{2}=2x-3},
som är ekvivalent med
{\displaystyle x^{2}-4x+4=0}.
Andragradsekvationen ovan kan lösas med hjälp av kvadratkomplettering eller PQ-formeln. Roten till ekvationen ovan är {\displaystyle x=2} , en så kallad dubbelrot. Huruvida denna är falsk eller inte måste kontrolleras. Istället för att föra resonemanget ovan, så är en metod att testa äktheten för denna rot att substituera den i ursprungsekvationen och se om roten uppfyller den. 
{\displaystyle x=2\Rightarrow HL=1-2=-1} och  {\displaystyle VL={\sqrt {4-3}}=1}.
Vi ser här att högerledet inte är lika med vänsterledet. Således saknar ekvationen {\displaystyle 1-x={\sqrt {2x-3}}} lösningar.

## Multiplikation, samt rationella funktioner och ekvationer med absolutbelopp
En annan typ av falska rötter är de som kan uppstå vid multiplikation med 0 samt hanterandet av rationella funktioner.
Om man multiplicerar en ekvation med 0 på båda sidor så kommer båda sidor att vara lika, oberoende av vad som stod där innan, eftersom någonting begränsat multiplicerat med 0 alltid är just 0 och multiplikation med noll saknar en så kallad invers funktion.
Om man till exempel tar ekvationen 
{\displaystyle x=1}
som bara har lösningen att x är just 1. Men om båda sidor sedan multipliceras med 0 fås:
{\displaystyle 0*x=0*1}
Där {\displaystyle x} kan anta vilket värde som helst, och ändå uppfylla ekvationen, just eftersom, som nämnts tidigare: multiplikation med 0 är alltid 0. Detta innebär alltså att samtliga {\displaystyle x} i ekvationen {\displaystyle x=1} uppfyller den. Därför ges oändligt antal falska rötter.  
När en Rationell funktion skall lösas kan det också hända att någon/några av lösningarna är en falsk rot genom att den lösningen någonstans i originalekvationen ger en division med 0. Till exempel ekvationen:
{\displaystyle {\frac {2x-2}{x-1}}=1}
som löses genom:
{\displaystyle {\frac {2x-2}{x-1}}=1\rightarrow (x-1)*{\frac {2x-2}{x-1}}=(x-1)*1\rightarrow 2x-2=x-1\iff x=1}.
Men om {\displaystyle x=1} stoppas in i originalekvationen så fås {\displaystyle {\frac {0}{0}}=1} vilket inte är sant, ty division med 0 är ej definierat. Eftersom ursprungsekvationen inte är definierad för {\displaystyle x=1} så gäller endast omskrivningarna som gjorts för de {\displaystyle x} som inte är {\displaystyle 1}. Alltså ser vi att ekvationen saknar rötter. 
Ibland när ekvationer innehållande absolutbelopp löses, kan man stöta på falska rötter. Ett exempel skulle vara ekvationen 
{\displaystyle 2\left|x-1\right|+1=\left|x+2\right|}
som löses genom en falluppdelning där vi får 
{\displaystyle 2\left|x-1\right|+1=\left\{{\begin{matrix}2x-1,&{\mbox{om }}x\geq 1\\-2x+3,&{\mbox{om }}x\leq 1\end{matrix}}\right.}
samt 
{\displaystyle \left|x+2\right|=\left\{{\begin{matrix}x+2,&{\mbox{om }}x\geq -2\\-x-2,&{\mbox{om }}x\leq -2\end{matrix}}\right.}. 
Genom att nu lösa ekvationen på olika delintervall av den reella axeln har vi först på intervallet {\displaystyle -2\leq x\leq 1} ekvationen 
{\displaystyle -2x+3=x+2\Longleftrightarrow x=1/3}. 
På intervallet där {\displaystyle x\geq 1} ges ekvationen 
{\displaystyle 2x-1=x+2\Longleftrightarrow x=3}
och slutligen ges ekvationen  
{\displaystyle -2x+3=-x-2\Longleftrightarrow x=5}
på intervallet där {\displaystyle x\leq -2}. 
Genom att studera rötterna som vardera ekvation bidragit till ges tre kandidater, {\displaystyle x=1/3}, {\displaystyle x=3} och {\displaystyle x=5}. Dock förfaller det sig så att roten {\displaystyle x=5} är en falsk rot, eftersom ekvationen {\displaystyle -2x+3=-x-2} bara gäller precis då {\displaystyle x\leq -2}. Alltså uppfyller inte {\displaystyle x=5} förutsättningen och är då falsk.